# 中國基建港口
中國基建港口有限公司，簡稱中國基建港口（英語：CIG YANGTZE PORTS PLC，港交所：1719），在2003年當時由瑞安建業有限公司相關企業設立港口業務，現時由卓爾基業投資有限公司為主要股東，主要經營武漢陽邏港進行投資、發展、營運及管理集裝箱碼頭。
總部位於香港中環夏愨道12號美國銀行中心2909A室。主席為閻志，總裁為劉琴。而股份在2005年9月16日於香港交易所創業板上市，當時代碼為8233.HK。招股價為0.65港元，發行股份為120,000,000股，集資額為78,000,000港元。
2018年1月29日轉往主板上市。

## 連結
- CIGYangtzePorts.com（页面存档备份，存于）